# Maxxi Atacado

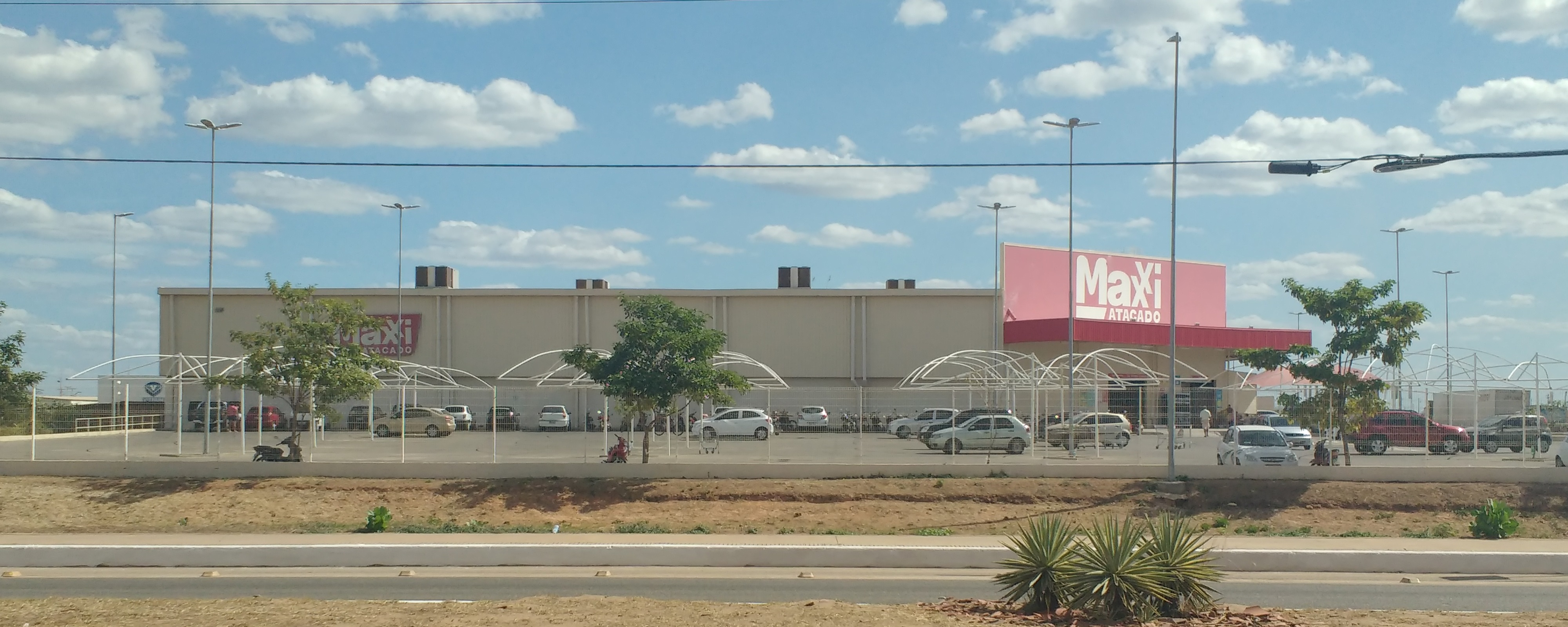
Antiga filial do Maxxi Atacado em Mossoró, Rio Grande do Norte

Maxxi Atacado foi uma rede atacado-varejista brasileira.
Possuía 49 lojas no Brasil, tendo como público alvo proprietários de bares, lanchonetes, restaurantes, hotéis, mercados, padarias e docerias, além do cliente final.
A rede integrou o grupo Sonae até 2005 quando foi comprada pelo Walmart Brasil, que posteriormente foi adquirido pelo Advent International e, mais tarde, convertida no atual Grupo BIG. Em 2021, com a venda do BIG, as lojas Maxxi passam a integrar o Grupo Carrefour.
Em 30 de junho de 2023, o Grupo Carrefour anunciou a conclusão da conversão de 129 lojas anteriomente pertencentes ao Grupo BIG seis meses antes do previsto. As conversões originaram 76 lojas Atacadão, 48 Hipermercados Carrefour e 5 Sam's Club. Com isso foram extintas totalmente as bandeiras Maxxi Atacado, Hipermercado BIG e Hipermercado BIG Bompreço, permancendo apenas as bandeiras Super Bompreço, Nacional e TodoDia.